# Messier 29
Messier 29 (M29 ili NGC 6913) je otvoreni skup u zviježđu Labudu. Otkrio ga je Charles Messier 29. srpnja 1764.

## Svojstva
M29 nalazi se u prašini bogatom dijelu Kumove slame. Nepoznato je koliko točno prašine se nalazi između nas i skupa i koliko utječu na sjajnost. Istraživanja su pokazala da prašina možda smanjuje sjaj ovog skupa za 3 magnitude. Udaljenost skupa je procijenjena na između 4000 i 7200 svj.g.
M29 je dio Cygnus OB1 asocijacije zvijezda i prilazi nam brzinom od 28 km/s. Starost skupa je procijenjena na 10 milijuna godina. Najsjajnija zvijezda ima prividan sjaj od magnitude +8,24. Apsolutni sjaj bi mogao biti i -8,2 magnitude ili sjaj 160 000 puta veći od Sunčeva. Pravocrtne dimenzije skupa su 11 svj.g. i sastoji se između 20 i 50 zvijezda. 
Teško je zbog zvjezdanih oblaka koji se provlače kroz zviježđe Labuda razgraničiti glavne članice od brojnih pozadinskih zvijezda. Jedni iz ranijeg Becvarovog kataloga govori o 20 zvijezda, drugi autori idu do brojke od trista zvijezda. Podatci o udaljenosti variraju u izvorima, od 3700 do 6000 svj. godina, a prema SEDS-u 4000.

## Amaterska promatranja
Ovaj skup je moguće vidjeti u dalekozoru i teleskopu. Za promatranje su najpogodnija mala povećanja. Skup se može naći veoma lako, oko 1,7° južno i malo istočno od zvijezde Gama Labuda.

## Vanjske poveznice
- (engl.) SEDS: NGC 6913
- (engl.) Hartmut Frommert: Revidirani Novi opći katalog
- (engl.) Izvangalaktička baza podataka NASA-e i IPAC-a
- (engl.) Astronomska baza podataka SIMBAD
- (engl.) VizieR
- (engl.) Auke Slotegraaf: NGC 6913 Deep Sky Observer's Companion
- (engl.) Courtney Seligman: Objekti Novog općeg kataloga: NGC 6900 - 6949